# Rodney Orpheus

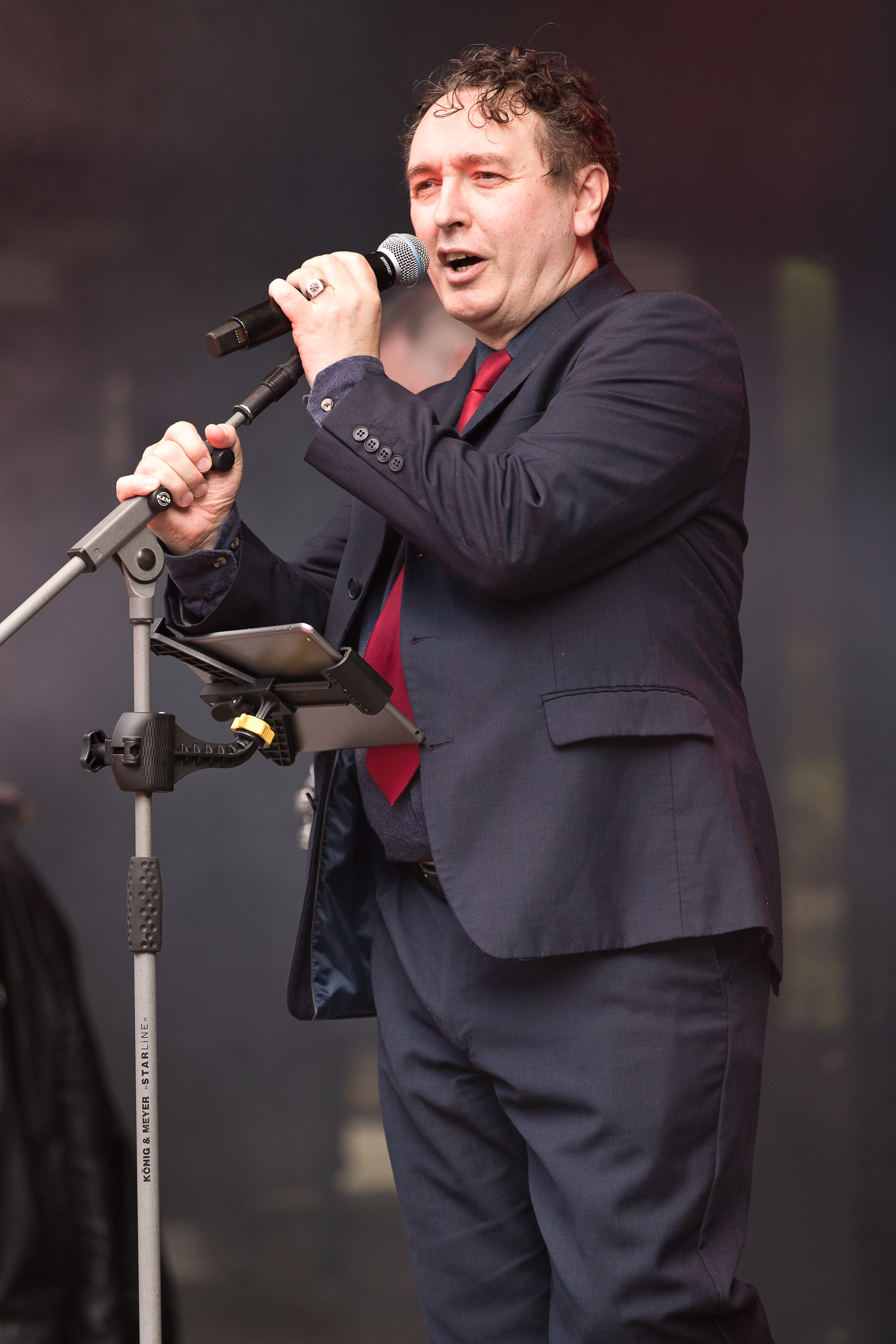
Rodney Orpheus mit The Cassandra Complex auf der Nocturnal Culture Night 11 2016 in Deutzen/Deutschland

Rodney Orpheus (* 8. Juli 1960, geboren als William Rodney Campbell, in Moneymore) ist ein nordirischer Musiker, Plattenproduzent, Autor und Thelemit. Er ist Mitbegründer der Musikgruppe The Cassandra Complex.

## Frühes Leben
Orpheus besuchte die Rainey Endowed School in Magherafelt mit einem Stipendium. Während der Punk-Rock-Bewegung der späten 1970er Jahre interessierte er sich für Musik und leitete eine der ersten experimentellen Punk-Bands Irlands, The Spare Mentals. 1980 zog er nach Leeds, England, wo er 1984 zusammen mit Paul Dillon the Cassandra Complex gründete.
Nach der Veröffentlichung der ersten Platten von The Cassandra Complex bereiste Orpheus mehrere Jahre lang Europa. Während seines Aufenthalts in Aachen, Deutschland, kam er mit dem Ordo Templi Orientis in Kontakt. Orpheus hatte seit seiner Jugend die Werke von Aleister Crowley und anderen okkulten Schriftstellern studiert und zuvor die britische okkulte Zeitung Pagan News zusammen mit dem Schriftsteller Phil Hine gegründet und herausgegeben.
Während seines Aufenthaltes in Aachen schrieb er das Buch Abrahadabra: A Beginners Guide to Thelemic Magick, das bei Looking Glass Press in Schweden erschien und später bei Weiser Books neu aufgelegt wurde. Das Tree of Light Journal sagte, es sei „einer der sehr wenigen kompetenten und lesbaren Einführungstexte zur thelemischen Magie“.

## Hamburg
Orpheus zog 1990 nach Hamburg, wo er die Makhashanah Loge, O.T.O., gründete. Während dieser Zeit gründete er auch die Band Sun God, basierend auf der Santería-Initiative, die er von Baba Raul Canizares bei einem Besuch in New York erhalten hatte und inspiriert von der Arbeit der Voodoo-Künstlerin Sallie Ann Glassman. Er gründete ein Tonstudio, in dem The Cassandra Complex ihre nächsten Alben aufnahmen, und produzierte und remixte mehrere Platten für andere deutsche alternative Künstler, darunter Die Krupps und Girls Under Glass. Orpheus spielte eine Rolle im deutschen Vampirfilm Kiss My Blood, und tourte mit The Sisters of Mercy.

## Los Angeles
Orpheus hatte die Software von Steinberg Media Technologies schon seit einiger Zeit im Studio verwendet und kurz nach seinem Umzug nach Hamburg trat er dem Unternehmen bei, um den Bereich Internet Services zu übernehmen. Er zog 1999 nach Los Angeles, um eine der ersten Web-2.0-Community-Seiten zu entwerfen, Cubase.net. Orpheus ist Mitglied des US Grand Lodge O.T.O. Supreme Grand Council. In dieser Zeit schrieb er Bücher und Musik. Seine Horror-Kurzgeschichte "Gothic Blood Dream" und sein Gedicht "Poison Butterflies" wurden 2002 in der Anthologie Gothic II veröffentlicht.

## Rückkehr nach Großbritannien
In Los Angeles arbeitete Orpheus in der Filmtonindustrie und wurde ein Verfechter des Surround-Sounds. Dies führte dazu, dass er 2004 zu Henley-on-Thames wechselte und Business Development Manager für das Surround-Plattenlabel DTS Entertainment wurde. In dieser Zeit produzierte er die Surround-Alben Planet Earth für LTJ Bukem und A Gigantic Globular Burst of Anti-Static for The Future Sound of London.
Im Jahr 2007 reformierte er das ursprüngliche Besetzung von The Cassandra Complex.
Orpheus wurde auf der Frühjahrstagundnachtgleiche 2009 zum stellvertretenden nationalen Großmeister der britischen Großloge O.T.O. ernannt und erschien im August 2011 trat er bei Thelemanow auf.
Im Mai 2009 trat er im Kerrang Radio mit dem Radiomoderator Nick Margerrison. Dort wurde er Orpheus gefragt, was passieren würde, wenn man nach Crowley Rituale Dämonen anrufen würde, worauf Orpheus meinte:"Wenn Dämonen aus dem Radio kommen würden, wäre ich sehr überrascht, wenn sie irgendwo rauskommen würden, würden sie aus den Köpfen der Leute herauskommen".
Orpheus schrieb Ergänzungen für das Tabletop-Spiel Car Wars von Steve Jackson Games. Während einer langen Erholungsphase nach einer Operation im Jahr 2001 begann er mit der Entwicklung von Modulen für das Computerspiel Neverwinter Nights, betrieb schließlich einen Online-Server namens The Hidden Tradition und gewann einen Neverwinter Vault Hall of Fame Award, was ihn dazu veranlasste, von 2008 bis 2010 Zeit als Dozent für Spiele-Design am South Gloucestershire and Stroud College zu arbeiten.
Sein Buch Grimoire of Aleister Crowley, wurde im August 2011 bei Abrahadabra Press veröffentlicht. Es wurde vom Herausgeber Colin Campbell als "ein wirklich außergewöhnliches modernes Grimoire" beschrieben.
Im August 2012 leitete Rodney den Sex & Magick Workshop in Dublin, der sich mit der Geschichte der Sexualmagie, ihren Einflüssen aus östlichen tantrischen Lehren und ihrer modernen Praxis beschäftigte.
Von 2014 bis 2016 war Orpheus Vizepräsident von WholeWorldBand, einer iOS-Anwendung, die es Musikern und Fans ermöglicht, über das Internet zusammenzuarbeiten.

## Bibliographie
- Rodney Orpheus: Convoy Tactics, Autoduel Quarterly, Steve Jackson Games. Abgerufen am 4. Juni 2009.
- Rodney, Orpheus; Phil Hine (ed.) (1988–1992) Pagan News
- Rodney Orpheus: Trojan Horses – The Cassandra Complex Lyrics 1984–1989 e.v., Complex Music, Aachen, Germany 1989.
- Rodney Orpheus: Abrahadabra: A Beginners Guide to Thelemic Magick, Looking Glass Press, Stockholm 1995, ISBN 91-88708-01-2.
- Rodney Orpheus: Car Wars – Death Rally In: Pyramid Magazine, Steve Jackson Games. Abgerufen am 26. November 2009.
- Rodney Orpheus: Gothic Blood Dream In: Gothic II, Die internationale Szene aus der Sicht ihrer Macher. Schwarzkopf & Schwarzkopf, 2002, ISBN 3-89602-396-9
- Rodney Orpheus: Poison Butterflies In: Gothic II, Die internationale Szene aus der Sicht ihrer Macher. Schwarzkopf & Schwarzkopf, 2002, ISBN 3-89602-396-9
- Rodney Orpheus: Abrahadabra: Understanding Aleister Crowley's Thelemic Magick (2nd Edition), Red Wheel / Weiser Books, 2005, ISBN 1-57863-326-5.
- Rodney Orpheus: Gerald Gardner & Ordo Templi Orientis, Pentacle Magazine, S. 14–18.
- Rodney Orpheus: Baptism in the Thelemic Tradition, From a Drop of Water. Avalonia, 30. November 2009, ISBN 1-905297-34-3
- Rodney Orpheus: Grimoire of Aleister Crowley. Abrahadabra Press, Manchester 12. August 2011, ISBN 978-0-9569853-0-9.
- Rodney Orpheus: Thelemic Morality. In: The Fenris Wolf 1–3, Edda Publishing, Stockholm 2011, ISBN 978-91-979534-1-2
- Rodney Orpheus: The Sin Eater. In: Jean-Marc Lederman (Hrsg.): 13 Ghost Stories. Dependent Records, 1 March 2019.
- Rodney Orpheus: Grimoire of Aleister Crowley (2nd Edition), Red Wheel / Weiser Books, New York, NY 1 June 2019, ISBN 978-1-57863-675-4.

## Diskographie
1984
- The Cassandra Complex – March  (Vocals, Instruments, Producer, Songwriter)

1985
- The Cassandra Complex – Moscow, Idaho  (Vocals, Instruments, Producer, Songwriter)
- Third Circle – Last Night  (Producer)

1986
- The Cassandra Complex – Datakill  (Vocals, Instruments, Producer, Songwriter)
- The Cassandra Complex – Grenade  (Vocals, Instruments, Producer, Songwriter)
- The Cassandra Complex – Hello America  (Vocals, Instruments, Producer, Songwriter)

1987
- The Cassandra Complex – Feel The Width  (Vocals, Producer, Songwriter)
- The Cassandra Complex – Kill Your Children  (Vocals, Instruments, Producer, Songwriter)

1988
- The Cassandra Complex – Theomania  (Vocals, Instruments, Producer, Songwriter)
- Set Fatale  (Producer)

1989
- The Cassandra Complex – 30 Minutes of Death  (Vocals, Instruments, Producer, Songwriter)
- The Cassandra Complex – Satan, Bugs Bunny & Me  (Vocals, Instruments, Producer, Songwriter)

- The Cassandra Complex – Penny Century  (Vocals, Instruments, Producer, Songwriter)

1990
- The Cassandra Complex – Cyberpunx  (Vocals, Instruments, Producer, Songwriter)
- The Cassandra Complex – Finland  (Vocals, Instruments, Producer, Songwriter)
- Girls Under Glass – Positive  (Producer)

1991
- The Cassandra Complex – The War Against Sleep  (Vocals, Instruments, Producer, Songwriter)

1992
- The Cassandra Complex – Beyond The Wall of Sleep  (Vocals, Producer, Songwriter)

1993
- The Cassandra Complex – Sex & Death  (Vocals, Instruments, Producer, Songwriter)
- Sisters of Mercy – Under The Gun  (Keyboards/Top of the Pops appearance)
- Catastrophe Ballet – Transition  (Producer)

1994
- Die Krupps – Fatherland  (Remixer w/ Andrew Eldritch)

1995
- Sun God – Sun God  (Vocals, Instruments, Producer, Songwriter)
- Asylum – Vent  (Producer)

1996
- Aurora Sutra – Passing Over in Silence Unto Nuit  (Producer)
- INRI – The Whole of Nature is Renewed by Fire  (Producer)
- Still Silent  (Vocals, Lyrics)

2000
- The Cassandra Complex – Wetware  (Vocals, Instruments, Producer, Songwriter)
- The Cassandra Complex – Twice As Good  (Vocals, Instruments, Producer, Songwriter)

2001
- Faith & the Muse – Vera Causa  (Remixer)

2002
- Soil & Eclipse – Purity  (Remixer)

2003
- Kraftwerk – Tour de France Soundtracks  (Technical Adviser)

2004
- LTJ Bukem – Planet Earth  (Producer)
- Beborn Beton – Another World  (Remixer)

2005
- London Symphony Orchestra – Beethoven Classics  (Creative Director)
- London Symphony Orchestra – Handel's Water Music  (Creative Director)
- London Symphony Orchestra – Mozart Classics  (Creative Director)
- London Symphony Orchestra – Tchaikovsky's The Nutcracker  (Creative Director)
- London Symphony Orchestra – Bach Classics  (Creative Director)
- London Symphony Orchestra – Tchaikovsky Classics  (Creative Director)

2006
- Future Sound of London – A Gigantic Globular Burst of Anti-Static  (Producer)

2015
- Within Temptation - And We Run ft Xzibit (WholeWorldBand Edition)  (Remixer)